# Senyoria d'Albarrasí
La Senyoria d'Albarrasí fou una senyoria cristiana independent enclavada entre el Regne d'Aragó i la Corona de Castella, creada a partir de l'antiga taifa islàmica d'Albarrasí, creada per la dinastia amaziga del Banū Razín.
Aproximadament el 1167, enmig de l'enfrontament entre els almoràvits balensiyans i els invasors almohades, el rei Muhammad ibn 'Abd Allāh ibn Sa'd ibn Mardāniš, un aristòcrata muladí apellat pels cristians com el rei Llop, decidí cedir l'Emirat d'Albarrasí a un feudatari del rei Sanç VI de Navarra, el Senyor d'Estella Pero Ruiz d'Açagra, com a recompensa per l'ajut que l'almoràvit havia rebut dels navarresos en la seva lluita contra Alfons VIII de Castella i Alfons I d'Aragó.
El 1172 Pero Ruiz d'Açagra aconseguí que la Senyoria d'Albarrasí esdevingués seu episcopal, consolidat d'eixa manera la seva independència respecte dels dos regnes cristians veïns. El 1190, per l'Acord de Borja entre Alfons el Cast i Sanç VI de Navarra pel qual ambdós reis es comprometien a defendre's mútuament de les pretensions expansionistes d'Alfons VIII de Castella ambdós reis van posar com a fiaça places en poder de Pero Ruiz d'Açagra.
El 1220, la Senyoria d'Albarrasí esdevingué un dels escenaris de la Primera revolta nobiliària contra Jaume I d'Aragó protagonitzada per Rodrigo de Liçana amb el suport de Pero Ferrández d'Açagra, senyor d'Albarrasí. El rei Jaume I decidí assetjar Albarrasí però el setge hagué d'ésser alçat en no rebre el suport de la noblesa. Però la col·laboració dels Açagra a Jaume I durant la conquesta de València els reconcilià novament amb el rei d'Aragó.
El llinatge dels Açagra perdurà durant sis generacions gràcies a l'ajut navarrès, però el Tractat d'Ágreda del 1281 signat entre Pere el Gran i Alfons X de Castella establí la sobirania aragonesa un cop fou conquerit, i el 1284 quan Joan I Nunyez de Lara, aliat amb tropes franceses, fou derrotat per Pere III d'Aragó, sotmetent la senyoria al domini aragonès. El seu fill Joan II va intentar recuperar el senyoriu però finalment el 1300, el rei Jaume II d'Aragó l'annexionà a la corona i concedí a Albarrasí el títol de ciutat.

## Senyors d'Albarrasí[3]
- Pero Ruiz d'Açagra (c. 1167-1186)
- Ferrando Ruiz d'Açagra (1186-1196)
- Pero Ferrández d'Açagra (1196-1246)
- Alvar Pérez d'Açagra (1246-1260)
- Joan I Nunyez de Lara (1260-1294)
- Joan II Nunyez de Lara (1294-1300)